# リブ21
リブ21（LIVE21）は、岡山県総社市にあるショッピングセンター。略称はリブ。キャッチフレーズは「キラリ、個性のまち。」。
天満屋ハピータウンリブ総社店を中心とする核テナントと、専門店街リブ・協同組合リブ等とも称する複数の専門店で構成されている。岡山県共同店舗協議会加盟。
なお、名称の「21」は、開業時の専門店の数に由来している。

## 概要
岡山県総社市門田187に所在。午前10時から午後8時まで営業している。
売り場は3階まであり、平面駐車場と屋上駐車場、敷地外の北東隣接地にも平面駐車場を要する。
北側隣接地には、OSKスポーツクラブがあり、互いに敷地内駐車場から移動可能。
国道180号線沿いにあり、門田交差点に立地。国道南側には総社市立総社西中学校がある。
なお、国道180号線沿いで西方約800メートルの溝口交差点には、核テナント天満屋ハピータウンと同じ経営である天満屋ハピーマート溝口店が立地している。

## テナント
専門店は、個人規模・小規模のものは割愛する。
- 天満屋ハピータウン 1〜3階
- モスバーガー - 1階
- よしだ薬局 - 1階
- コックス - 2階
- ダイソー - 3階
- ニトリ -3階
- 買取店わかば-3階